# Achilles en het zebrapad
Achilles en het zebrapad is een Nederlandse televisiefilm uit 1995 geregisseerd en geschreven door Paula van der Oest voor de VPRO-televisiereeks Lolamoviola.

## Verhaal
De film volgt een jeugdige brommerkoerier die graag mee wilt doen aan een wedstrijd om het 'ongelukkigste bewustzijn'. Hij denkt kans te maken op de hoofdprijs omdat hij niet verder kan kijken dan het hier en nu. Wanneer hij tijdens een brommerrit bijna een jonge moeder omver rijdt, komt hij tot de conclusie dat op de manier waarop hij nu leeft hij nauwelijks tijd heeft om opgedane indrukken te verwerken. Hierop besluit hij zijn toch langzaam over te doen om zijn omgeving met andere ogen te bekijken.

## Rolverdeling
| acteur              | personage             |
| ------------------- | --------------------- |
| Erik Arens          | Hank                  |
| Valeria Drangosch   | jonge moeder          |
| Ellis van den Brink | moeder                |
| Wouter Steenbergen  | koeriersbaas          |
| Ger van der Grijn   | oude man              |
| Ingrid Kuipers      | secretaresse          |
| Jacqueline Blom     | vrouw in grachtenpand |
| Catalijn Willemsen  | meisje in snackbar    |
| Cees Geel           | bloemenman            |
| Celia Nufaar        | bakkersvrouw          |
| Remko Vrijdag       | koerier op de Dam     |
| Michaël Zeeman      | presentator talkshow  |

## Achtergrond
De televisiefilm werd geregisseerd en geschreven door Paula van der Oest. Het verhaal van de film is gebaseerd op het gelijknamige filosofische kortverhaal van schrijfster Yolande Jansen, waarmee ze een essaywedstrijd van de Amsterdamse filosofiestudentenvereniging Cimedart won. De film werd geproduceerd door Joeren Beker en Judy Maat en was onderdeel van de VPRO-televisiereeks Lolamoviola, waarin jonge filmmakers de kans krijgen een televisiefilm te maken.